# Туркоманы
Туркоманы (также туркуманы, туркманы, таракима или туркмены; азерб. Türkmanlar, Türkmənlər, тур. Türkmenler) — термин, традиционно использовавшийся на Ближнем и Среднем Востоке, в Византии, затем и в Европе в качестве обозначения огузских тюркских народов.
Впервые термин «туркоман» появился в Византийских хрониках XI века: историк Анна Комнина называла так туркмен (огузов), проникших из Центральной Азии в Малую Азию. Согласно С. Агаджанову, туркмены являлись результатом смешения части огузов с индоевропейским населением Средней Азии.
Термины «туркоман», «туркмен», «туркоманский», «туркменский» и т. д. в исторической перспективе на Ближнем Востоке относятся не к среднеазиатским туркменам (туркменам Туркменистана), а к туркам, азербайджанцам и в целом к ближневосточным огузам-кочевникам.
Лингвист-тюрколог Ларри Кларк указывает, что термин «туркмен» появляется в мусульманских источниках X века для обозначения части огузов, принявшей ислам и мигрировавшей в середине XI века из региона Сырдарьи (у Аральского моря, между Сырдарьей и Уралом) в Хорасан. Термины «огуз» и «туркмен», а также комбинации «огуз-туркмен», «туркмен-огуз» были взаимозаменяемы и относились ко всем исламизированным огузам. С XIII века этот термин использовался как этноним и полностью заменил термин «огуз», использование которого стало ограничено легендами. При этом Кларк заостряет внимание (it is imperative to keep in mind) на том, что современные среднеазиатские туркмены являются потомками тех племен, которые остались в степях между Сырдарьей и Уралом, и средневековый термин «туркмен», особенно после миграции сельджуков, по отношению к этим степным племенам (предкам современных среднеазиатских туркмен) не употреблялся. Учеными предполагается, что степные племена были выбиты на территорию современного Туркменистана монголами лишь в XIII веке, но информация о них не появляется до середины XVI веков. Лишь с миграцией в Хорасан и Хорезм в XVI—XVII веках предки современных среднеазиатских туркмен стали известны под именем «туркмены», так что априори маловероятно, что какой-либо источник на туркоманском (огуз-туркменском) языке имеет отношение к среднеазиатским туркменам. Исключением является Диван Лугат ат-Турк Кашгари, который, возможно, фиксирует самые ранние отрывки на предке современного туркменского языка. Кларк предостерегает от ассоциации «туркменских» лингвистических материалов Ближнего Востока с современным туркменским языком Туркменистана. Эти лингвистические материалы относятся к огузским диалектам Хорезма, Хорасана, Азербайджана, Анатолии и других частей Ближнего Востока.
Согласно Ильдико Беллер-Хан, нет никаких свидетельств существования отдельного туркменского языка с собственной нормой до XVI—XVII веков, так что вопрос средневековых источников огузской (у неё названа юго-западной тюркской) группы языков лежит в плоскости османо-азербайджанской языковой дихотомии. Г. Дерфер, считая, что туркменский язык выделился из общеогузского в X веке, при этом признавал, что собственно туркменский литературный язык начал выкристаллизовываться только в XVIII веке. Согласно Ларри Кларку, хотя с поэтической, религиозной, дидактической и исторической точек зрения в XVIII веке формируется классическая туркменская литература в лице Азади, Махтумкули, Молланепеса, Кемине, с лингвистической точки зрения эти произведения не представляют туркменский язык, а написаны на чагатайском. Туркменский язык до XX века оставался бесписьменным, и образованные туркмены писали на чагатайском.
Первоначально будучи экзонимом, предположительно — с эпохи высокого средневековья, наряду с древним и привычным названием тюрк (türk) и племенными названиями (языр, кынык, салыр, баят, баяндур, афшар, кая и другими) стал использоваться как этноним огузскими племенами Туркмении, Азербайджана, Ирана и Анатолии.
В Анатолии, с эпохи позднего средневековья, был вытеснен термином «османлы»— от названия государства и правящей династии. В Азербайджане в целом перестал употребляться с XVII века, но сохранился в качестве самоназвания полукочевых племён терекеме, субэтноса азербайджанцев. Согласно издававшемуся в Российской империи «Малому энциклопедическому словарю Брокгауза и Ефрона» (МЭСБЕ), — «туркмены», вместе с «армянами» и «курдами» — одни из жителей Азербайджана (северо-западной провинции Персии).
Сегодня этот этноним носит среднеазиатский народ туркмены (основной народ Туркменистана), а также потомки переселенцев на Ближний Восток — иракские и сирийские туркмены.

## Этимология
Есть несколько версий о происхождении данного этнонима. Самое первое упоминание термина туркман зафиксировано в словаре «Диван лугат ат-турк» Махмуда Кашгари (1074), где изобретение данного имени приписывается Александру Македонскому. Та же версия этимологизации термина указана у Рашид ад-Дина.
Историк Османской империи XV—XVI вв. Мехмед Нешри пишет, что наименование «туркмен» состоит из двух слов «тюрк» и «иман», что означает «верующий тюрок», то есть «тюрок-мусульманин». Согласно другой версии, наименование «туркмен» состоит из слов «тюрк» и «ман», где «ман» является вариантом аффикса суффикса «мат» — «племя, люди». У Бируни и Марвази также упоминается, что туркменами называли огузов, принявших ислам. Ф. А. Михайлов в своей работе «Туземцы Закаспийской области и их жизнь» отмечает ещё одну версию: о том, что так себя называли сами тюрки-огузы, отвечая на вопрос «кто ты» — тюркем мен («тюрк я»).

## История

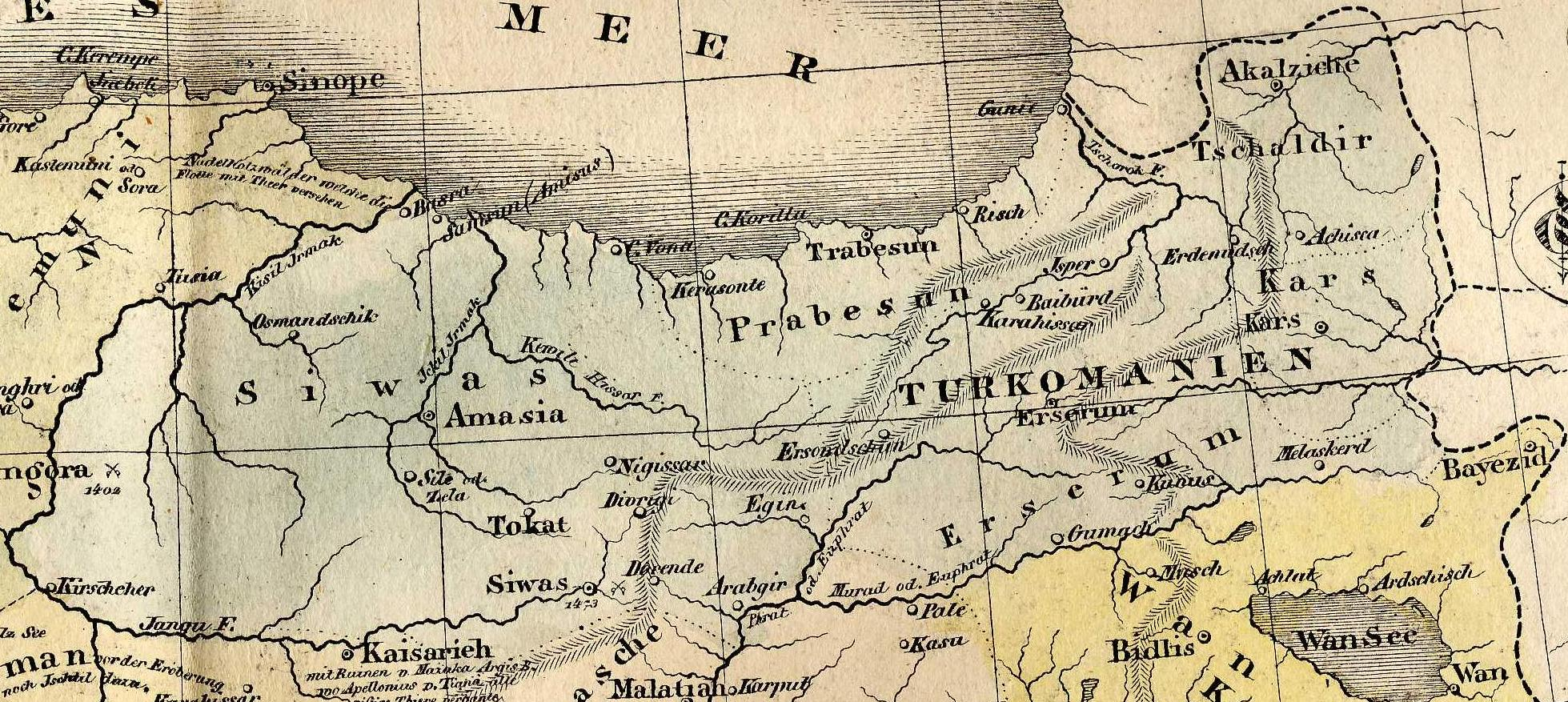
Туркомания на немецкой карте Османской империи

Впервые термин туркмен (туркман) или туркоман, вероятно, упоминается в китайских источниках VIII—IX веков (как Тё-ку-мёнг, предположительно о народе, проживавшем в Семиречье). Танская энциклопедия Туньдянь (VIII век н. э.) содержит информацию, согласно которой страна под названием Су-де (Suk-tak — Согдак согласно Ф.Хирту, что вероятнее всего соответствует Согду (Согдиане)), которая имела торговые и политические отношения с Империей Тан в V веке н. э., также называется T'ö-kü-Möng (страна туркмен). В согдийских хозяйственных документах первой четверти VIII века также упоминаются туркмены. По мнению С. Агаджанова, туркмены произошли от смешения части тюрок, в том числе и огузов, с индоевропейским населением Средней Азии. Распространение термина туркмен происходит с расширением ареала проживания той части огузов, что приняла ислам.

Наибольшее распространение термина туркоман происходит в эпоху сельджукских завоеваний. Огузы-мусульмане, сплотившиеся вокруг глав племени кынык из рода Сельджуков, составили основное ядро будущего Сельджукского племенного союза и созданного ими в будущем государства. С сельджукской эпохи султаны династии с целью упрочнения власти создавали воинские поселения в различных частях Ближнего и Среднего Востока; так крупные поселения туркоман были созданы в Сирии, Ираке, в восточной Анатолии. После Манцикертской битвы огузы массово расселились уже по всей Анатолии и селились на территории Азербайджана (историческая область главным образом на северо-западе Ирана). В XI веке туркоманы густо населяли Арран. Средневековый автор XI—XII вв., уроженец г. Мерв Шараф аз-Заман Тахир аль-Марвази писал о туркменах следующее:
«К числу их могущественных племен относятся гузы…Когда они стали соседями мусульманских стран, часть из них приняла ислам. Они стали называться туркменами…Туркмены распространились по мусульманским странам, они проявили себя наилучшим образом, так что завладели большей их частью и стали царями и султанами.».
К высокому средневековью восточная часть Анатолии становится известна как Туркомания в европейских или Туркман эли в османских источниках. Центром туркоманского расселения на территории современного Ирака становится Киркук.
В антропологии мигрировавших на запад туркменских племён со временем произошли коренные изменения − монголоидные черты у тюркоязычных племён постепенно становятся слабее, а в Малой Азии полностью исчезают.
К туркоманам относились племена ивэ и баяндур, из которых вышли правящие роды государств Кара-Коюнлу и Ак-Коюнлу. После падения последнего, туркоманские племена, частью под своим названием, например афшары, частью (хаджилу, порнак, дёгер, мавселлу) объединившись в составе единого племени туркоман, влились в состав кызылбашской племенной конфедерации.